# Perfil (álbum de Ana Carolina)
Perfil é a primeira coletânea da cantora Ana Carolina, lançado oficialmente em 2005 para a série Perfil, da gravadora Som Livre em parceria com a Sony BMG. O disco é uma compilação dos três álbuns anteriores de Ana: Ana Carolina, Ana Rita Joana Iracema e Carolina e Estampado. O trabalho conta com canções como: "Garganta", "Tô Saindo", "Quem de Nós Dois (La Mia Storia Tra Le Dita)", "Nua", "Nada Pra Mim", "Confesso", entre outros sucessos.
Perfil foi o álbum mais vendido do ano de 2005, vendendo 700 mil cópias e recebendo o certificado de diamante..

## Faixas
| N.º | Título                                         | Compositor(es)                                                     | Duração |  |
| 1.  | "Garganta"                                     | Totonho Villeroy                                                   | 3:35    |  |
| 2.  | "Tô Saindo"                                    | Totonho Villeroy                                                   | 3:07    |  |
| 3.  | "Quem de Nós Dois (La Mia Storia Tra Le Dita)" | Gianluca Grignani,Massimo Luca / Versão: Ana Carolina, Dudu Falcão | 5:04    |  |
| 4.  | "Ela é Bamba"                                  | Totonho Villeroy                                                   | 3:06    |  |
| 5.  | "Confesso"                                     | Totonho Villeroy                                                   | 3:26    |  |
| 6.  | "Encostar na Tua"                              | Ana Carolina                                                       | 4:12    |  |
| 7.  | "Uma Louca Tempestade"                         | Totonho Villeroy, Bebeto Alves                                     | 4:32    |  |
| 8.  | "Nua"                                          | Ana Carolina, Vitor Ramil                                          | 4:05    |  |
| 9.  | "Pra Rua Me Levar"                             | Ana Carolina, Totonho Villeroy                                     | 3:50    |  |
| 10. | "Elevador (Livro de Esquecimento)"             | Ana Carolina                                                       | 3:15    |  |
| 11. | "Nada Pra Mim"                                 | John                                                               | 3:40    |  |
| 12. | "Que Se Danem Os Nós"                          | Ana Carolina, Totonho Villeroy                                     | 3:36    |  |
| 13. | "O Avesso dos Ponteiros"                       | Ana Carolina                                                       | 3:50    |  |
| 14. | "Beatriz"                                      | Chico Buarque, Edu Lobo                                            | 3:47    |  |